# Monsieur Hawarden
Pour plus de détails, voir Fiche technique et Distribution.
Monsieur Hawarden est un film belgo-néerlandais de fiction réalisé par Harry Kümel, sorti en 1968, tiré du roman homonyme de Filip De Pillecyn, lui-même basé sur des faits réels du XIXe siècle.

## Synopsis
Une Parisienne, mademoiselle Meriora Gillibrand, est amoureuse de deux hommes. Au cours d'un duel à Vienne, son préféré trouve la mort et la jeune fille se venge en tuant le jaloux. Pour fuir la police, elle se déguise en homme et devient Monsieur Hawarden. Elle résidera à Ligneuville, près de Malmedy, où son tombeau est encore visible.

## Fiche technique
- Titre : Monsieur Hawarden
- Réalisation : Harry Kümel
- Scénario : Jan Blokker, d'après le roman de Filip De Pillecyn
- Musique : Pierre Bartholomée
- Photographie : Eduard van der Enden
- Montage : Suzanne Baron
- Production : Rob du Mee et André Thomas
- Société de production : Parkfilm et Sofidoc
- Pays de production :  Pays-Bas et  Belgique
- Genre : Drame
- Durée : 109 minutes
- Date de sortie : 
  - 1968 (Festival du film d'Hyères)

## Distribution
- Ellen Vogel : Meriora Gillibrand / Monsieur Hawarden
- Hilde Uitterlinden : Victorine, la gouvernante
- Joan Remmelts : Deschamps, l'intendant
- Dora van der Groen : l'épouse de Deschamps
- Xander Fischer : Axel, le fils de l'intendant
- John Lanting : Walter, le serviteur
- Carola Gijsbers van Wijk : Corine, la femme de ménage
- Beppie Blokker : Emma, la cuisinière
- Ernie Damen : Hans, le deuxième serviteur
- Senne Rouffaer
- Jan Blokker
- Mariëlle Fiolet : femme de ménage
- Le jeune Rutger Hauer dont les scènes n'ont pas été reprises au montage